# The Streets
A The Streets angol együttes. 1994-ben alakult meg  Birminghamben. Mike Skinner zenész alapította. Alternatív hip-hopot, illetve elektronikus zenét játszanak. Második stúdióalbumuk szerepel az 1001 lemez, amit hallanod kell, mielőtt meghalsz című könyvben.

## Tagok
- Mike Skinner - ének, billentyűk, szintetizátor, mixelés (1994-2011, 2017-)

## Diszkográfia
- Original Pirate Material (2002)
- A Grand Don't Come for Free (2004)
- The Hardest Way to Make an Easy Living (2006)
- Everything is Borrowed (2008)
- Computers and Blues (2011)